# گنچاپاتی
گِنچ‌آپاتی (به مجاری:  Gencsapáti) یک شهرداری در مجارستان است که در واش واقع شده‌است. گِنچ‌آپاتی ۲۲٫۳۹ کیلومتر مربع مساحت و ۲٬۷۰۴ نفر جمعیت دارد.